# Ivreai-ház

A Burgundiai Grófság és Hercegség a XV. században.

Az Ivreai-ház egy jelentős középkori főnemesi dinasztiát jelöl. Az Ivreai-házból és oldalágaiból – egyebek mellett – származtak a Burgundiai Grófság grófjai és Orange hercegei. Az Ivreai-házhoz tartozott Burgundiai Rajmund gróf, akitől – részben egyenes ágon, részben oldalágakon – a Kasztília,  León,  Aragónia,  Valencia,  Szicília és  Nápoly királyait és királynőit,  Barcelona grófjait adó Ivreai-Burgundiai ház származott.

## A Burgundiai Grófság
A  Burgundiai Grófság  (később Palotagrófság, illetve Burgund Szabadgrófság, francia elnevezése szerint Franche-Comté) a Szent Római Birodalomtól, azaz a Német-római Császárságtól függő területi egység volt, Dole székhellyel, mielőtt 1678-ban, többszöri uralomváltást követően, véglegesen a Francia Királyság részévé vált, amelyhez – ténylegesen – már egyes, korábbi időszakokban is kapcsolódott. (A tartománnyá átalakult grófság székhelye ekkor Besançon lett.)
A grófság első uralkodói dinasztiája volt az Ivreai-ház. E dinasztiából származó első grófnak, Ottó-Vilmosnak (?-1026) ugyanis az apja, Adalbert (936?-971) társuralkodóként Itália királya és – II. Adalbert néven – Ivrea őrgrófja volt; innen kapta a grófi dinasztia a nevét. Adalbert egyébként anyai ágon a Karoling–házbeli frank uralkodónak, I. (Nagy) Károly császárnak (742–814) a leszármazottja.

## Az Orange-i Hercegség
A mai Franciaország déli részén, Orange (németül: Oranien, hollandul: Oranje) városával, mint székhellyel, 800 körül jött létre az Orange-i Grófság, a későbbi Orange-i Hercegség.
A hercegséget már  I. Ferenc király  (1494–1547) uralkodása alatt megszállták a franciák, de véglegesen csak 1713-ban került Franciaországhoz, végleg ekkor vált le a Német-Római Császárságtól.

## A Burgundiai Grófság grófjai és grófnői az Ivreai-házból és oldalágából, továbbá Auxonne grófjai az Ivreai-házból

### A Burgundiai Grófság grófjai és grófnője az Ivreai-házból
- Ottó-Vilmos (958?-1026), II. Adalbertnek, Ivrea őrgrófjának a fia, uralkodott: 995-től 1026-ig (Ottó-Vilmos, Mâcon grófja, 982-től 1002-ig),
- I. Rajnáld (987-1057), az előzőnek a fia, uralkodott: 1026-tól 1057-ig,
- I. (Nagy) Vilmos (1020-1087), az előzőnek a fia, uralkodott: 1057-től 1087-ig (I. Vilmos, Mâcon grófja, 1078-tól 1082-ig),[3]
- II. Rajnáld (1061?-1097?, 1101?), az előzőnek a fia, uralkodott: 1087-től 1097-ig (I. Rajnáld, Mâcon grófja, 1082-től 1097-ig),[4]
- II. (Német) Vilmos (1075?, 1085?-1125) (meggyilkolták), az előzőnek a fia, uralkodott: 1098-tól 1125-ig (II. Vilmos, Mâcon grófja, 1106-tól 1125-ig),
- III. (Gyermek) Vilmos (1110?-1127) (megölték), az előzőnek a fia, uralkodott: 1125-től 1127-ig (III. Vilmos, Mâcon grófja, 1125-től 1127-ig),
- III. Rajnáld (1093?-1148), I. (Nagy) Vilmos grófnak az unokája és I. Istvánnak (1065-1102) (a Szentföldön, keresztes hadjáratban elesett), Mâcon grófjának (1085-1102) a fia,[5] uralkodott: 1127-től 1148-ig (II. Rajnáld, Mâcon grófja, 1102-től 1148-ig),
- I. Beatrix (1140?,1145?-1184), az előzőnek a leánya, uralkodott: 1148-tól 1184-ig, feleségül ment I. Frigyes német-római császárhoz (1122-1190), aki Hohenstaufok házából származott.

### Auxonne grófjai az Ivreai-házból
- Vilmos (1088-1157), I. (Nagy) Vilmos burgundiai grófnak az unokája és I. Istvánnak (1065-1102) (a Szentföldön, keresztes hadjáratban elesett), Mâcon grófjának (1085-1102) a fia (III. Rajnáld burgundiai grófnak az öccse), mint Auxonne grófja uralkodott: 1127-től 1157-ig,[6]
- II. István (?-1173), az előzőnek a fia, uralkodott: 1157-től 1173-ig,
- III. István (1172-1241), az előzőnek a fia, uralkodott: 1173-tól 1237-ig,[7]
- János; Jean de Chalon (Jean I de Chalon /Chalon-i I. János/), (a „Bölcs”, vagy az „Öreg”) (1190-1267), az előzőnek a fia, uralkodott: 1237-ben; Chalon grófja: 1227-től 1237-ig, Salins ura: 1237-től 1267-ig.[8]

### A Burgundiai Grófság palotagrófjai és palotagrófnője a Chalon-i házból
- Hugó; Hugues de Chalon (Hugues III de Chalon /Chalon-i III. Hugó/) (1220-1266), Jean de Chalon-nak (1190-1267), Salins urának a fia, feleségül vette Alix-ot (Adelheidet) (1209-1279), a Burgundiai Grófság palotagrófnőjét (1248-1279);[9] a felesége jogán uralkodott, 1248-tól 1266-ig, vele a Chalon-i ház – az Ivreai-ház oldalága – szerezte meg az uralmat a grófságban,
- IV. Ottó (1238?, 1248?-1303) (csatában kapott sérüléseibe belehalt), az előzőnek a fia, uralkodott: 1279-től 1303-ig (Salins ura: 1267-től 1303-ig), 1266-tól 1267-ig az apai nagyapja, Jean de Chalon gyámsága alatt állt, aki ekkor régensként uralta a grófságot,
- Róbert (1300-1315), az előzőnek a fia, uralkodott: 1303-tól 1315-ig (egyidejűleg Salins ura); 1303-tól 1315-ig a palotagrófság régensnője az édesanyja (IV. Ottó második felesége), Mathilde (Mahaut) d’Artois (1270?-1329) grófnő volt,
- II. Johanna (1291-1330), az előzőnek a nővére, uralkodott: 1315-től 1330-ig (egyidejűleg Salins úrnője; 1316-tól 1322-ig II. Johanna néven francia királyné, 1329-től 1330-ig I. Johanna néven Artois grófnője), feleségül ment a Capeting-házbeli V. (Hosszú) Fülöp  (1291-1322) francia királyhoz (uralkodott: 1316-tól 1322-ig).

## Arlay urai és Orange hercegei a Chalon-Arlay-i házból

### Arlay urai a Chalon-Arlay-i házből
- I. János (1258-1315), Jean de Chalon-nak (1190-1267), Salins urának a fia (Hugues de Chalon-nak /1220-1266/ a féltestvér öccse), Arlay ura: 1266-tól 1315-ig,
- I. Hugó (1288-1322), az előzőnek a fia, uralkodott: 1315-től 1322-ig,
- II. János (1312-1362), az előzőnek a fia, uralkodott: 1322-től 1362-ig,
- II. Hugó (1334-1388), az előzőnek a fia, uralkodott: 1362-től 1388-ig,
- III. János (1363-1418), az előzőnek az unokaöccse (I. Lajosnak /1337-1366/, d’Arguel urának – II. Hugó öccsének – a fia), uralkodott: 1388-tól 1418-ig.

### Orange hercegei a Chalon-Arlay-i házből
- I. János (1363-1418), Orange hercege, uralkodott: 1393-tól 1418-ig (III. János, Arlay ura, 1388-tól 1418-ig),
- I. Lajos (1390-1463), az előzőnek a fia, uralkodott: 1418-tól 1463-ig (egyidejűleg II. Lajos, Arlay ura),
- VII. Vilmos (?-1475), az előzőnek a fia, uralkodott: 1463-tól 1475-ig (egyidejűleg Vilmos, Arlay ura),[10]
- II. János (1443-1502), az előzőnek a fia, uralkodott: 1475-től 1502-ig (egyidejűleg IV. János, Arlay ura),
- Filibert (1502-1530), az előzőnek a fia, uralkodott: 1502-től 1530-ig (egyidejűleg Filibert, Arlay ura).[11]

## Lásd még
- Burgund királyok listája
- Burgundi grófok listája
- Burgundiai-ház